# ماري تيني غراي
ماري تيني غراي (الاسم قبل الزواج: تيني، 19 يونيو 1833-11 أكتوبر 1904) والمعروفة باسم «أم حركة النادي النسائي في كانساس»، كاتبة تحريرية أمريكية من القرن التاسع عشر، وعضوة في النادي النسائي، ومحسنة، وناشطة حق تصويت المرأة من ولاية بنسلفانيا، أقامت فيما بعد في كانساس. عاشت في كانساس سيتي في ولاية كانساس لأكثر من عشرين عامًا، وارتبط اسمها خلال تلك الفترة بكل حركة نسائية تقريبًا. عملت ضمن هيئة تحرير العديد من المنشورات بما في ذلك تيتشر في نيويورك، وهوم ريكورد وذا كانساس فارمر في ليفنوورث. حصلت مقالة غراي حول «النساء وتنمية كانساس سيتي» على الجائزة الأولى في المسابقة التي أقامها فرع مساعدة النساء لجمعية المصنعين في كانساس سيتي في ولاية ميسوري.

## النشأة والتعليم
ولدت ماري ديفي تيني في بروكديل في بلدة ليبرتي في مقاطعة سسكويهانا في بنسلفانيا، في 19 يونيو 1833. كانت ابنة القس إفرايم بي وهارييت (لوت).
تلقت تعليمها في مكتبة والدها اللاهوتية، وعززت تعليمها بدورة دراسية في مدرسة إينغلس في بينغهامتون في نيويورك. تخرجت من مدرسة وايومنغ في بنسلفانيا، في عام 1853.

## المسيرة المهنية
عملت غراي بعد التخرج مدرّسة في أكاديمية بينغهامتون في بينغهامتون في نيويورك بين عامي 1854-1858.
تزوجت في 14 يونيو 1859 في كونكلين في نيويورك من القاضي بارزيلاي غراي. انتقلا إلى وياندوت في إقليم كانساس، وهي بلدة قد أسسها غراي، وعُين أيضًا قاضي محكمة الوصايا في ليفنوورث في كانساس عام 1859، وقاضيًا بالمحكمة الجنائية عام 1868، وأُرسل إلى توبيكا في كانساس عام 1876، وعمل كسكرتير خاص للحاكم أنتوني.
شاركت في ليفنوورث في العديد من الأنشطة المرتبطة بالجمعيات الخيرية وتوسيع الكنائس، بالإضافة إلى المعارض على مستوى الولاية والمقاطعة. عاشت في كانساس سيتي في ولاية كانساس لأكثر من عشرين عامًا، وكانت خلال تلك الفترة شريكةً لكل حركة نسائية تقريبًا.

## الحياة الشخصية
أنجب الزوجان ثلاثة أطفال، لورانس تيني غراي (المولود 1864) الذي أصبح محاميًا، وماري ثيودوسيا (1866-1949) التي تزوجت من جوب هاريمان المرشح لمنصب نائب الرئيس في انتخابات عام 1904 عن الحزب الاشتراكي الأمريكي، وجيسي إم (مواليد 1863).

## الوفاة والإرث
توفيت غراي في 11 أكتوبر 1904، في منزلها الواقع على ضفاف نهر ميسوري شمال كانساس سيتي في كانساس. خصص اتحاد كانساس للأندية النسائية في 9 مايو 1909، نصبًا تذكاريًا في مقبرة أوك جروف في كانساس سيتي، تخليدًا لذكرى غراي، باعتبارها من مؤسسات تلك المنظمة. صُنع النصب التذكاري من غرانيت فيرمونت، ويطل على وادي ميسوري الذي سبق وقالت عنه غراي أنه «أجمل منظر رومنسي في أمريكا».